# XXXV LCFA Senior
La XXXIV LCFA Senior è la 35ª edizione del campionato di football americano, organizzato dalla FCFA.
I Santa Coloma de Cervelló Legends si sono ritirati dopo la definizione del calendario.

## Squadre partecipanti
| Club                             | Città                    | Stadio | Sponsor ufficiale | Risultato nella stagione 2022 |
| -------------------------------- | ------------------------ | ------ | ----------------- | ----------------------------- |
| Argentona Bocs                   | Argentona                |        |                   |                               |
| Barcelona Búfals                 | Barcellona               |        |                   |                               |
| Barcelona Pagesos                | Barcellona               |        |                   |                               |
| Barcelona Uroloki                | Barcellona               |        |                   |                               |
| Ducs Football                    | Castell-Platja d'Aro     |        |                   |                               |
| Lliçà de Vall Panthers           | Lliçà de Vall            |        |                   |                               |
| Reus Imperials                   | Reus                     |        |                   |                               |
| Riudoms Rebels                   | Riudoms                  |        |                   |                               |
| Santa Coloma de Cervelló Legends | Santa Coloma de Cervelló |        |                   |                               |
| Terrassa Reds                    | Terrassa                 |        |                   |                               |
| Vilafranca Eagles                | Vilafranca del Penedès   |        |                   |                               |

## Stagione regolare

### Calendario

#### 1ª giornata
| Reus 20 novembre 2022, ore 11:00 | Reus Imperials | 0 – 25 referto | Argentona Bocs | Campo de Fútbol Municipal Reddis |

| Barcellona 20 novembre 2022, ore 11:00 | Barcelona Pagesos | 48 – 0 referto | Vilafranca Eagles | Campo de Fútbol del Carmel |

| Terrassa 20 novembre 2022, ore 11:00 | Terrassa Reds | 41 – 6 referto | Barcelona Uroloki | Camp de futbol de Can Boada |

| Castell-Platja d'Aro 20 novembre 2022, ore 17:00 | Ducs Football | 6 – 0 referto | Riudoms Rebels | Camp Municipal d'esports Aro C.E. |

#### 2ª giornata
| Vilafranca del Penedès 4 dicembre 2022, ore 11:30 | Vilafranca Eagles | 13 – 7 referto | Lliçà de Vall Panthers | Estadi Vilafranca Eagles |

| Riudoms 4 dicembre 2022, ore 17:00 | Riudoms Rebels | 27 – 15 referto | Barcelona Búfals | Camp de Futbol Municipal Riudoms |

| Santa Coloma de Cervelló 4 dicembre 2022, ore 12:00 | Santa Coloma de Cervelló Legends | - – - referto | Lliçà de Vall Panthers | Campo de futbol Eusebi Güell |

#### 3ª giornata
| Barcellona 18 dicembre 2022 | Barcelona Uroloki | – referto | Ducs Football | Campo de fútbol Municipal Can Aranyó - Agapito Fernández |

| Lliçà de Vall 18 dicembre 2022 | Lliçà de Vall Panthers | – referto | Reus Imperials | Camp de Futbol Municipal de Lliçà de Vall |

| Barcellona 18 dicembre 2022 | Barcelona Búfals | – referto | Terrassa Reds | Camp Barceloneta |

| Barcellona 18 dicembre 2022, ore 11:00 | Barcelona Pagesos | - – - referto | Santa Coloma de Cervelló Legends | Campos municipales de fútbol y rugby Vall d'Hebron-Teixonera |

#### 4ª giornata
| Riudoms 22 gennaio 2023 | Riudoms Rebels | – referto | Terrassa Reds | Camp de Futbol Municipal Riudoms |

| Vilafranca del Penedès 22 gennaio 2023 | Vilafranca Eagles | – referto | Ducs Football | Estadi Vilafranca Eagles |

| Argentona 22 gennaio 2023 | Argentona Bocs | - – - referto | Santa Coloma de Cervelló Legends | Camp dels Argentona Bocs |

| Barcellona 22 gennaio 2023 | Barcelona Uroloki | – referto | Lliçà de Vall Panthers | Campo de fútbol Municipal Can Aranyó - Agapito Fernández |

#### 5ª giornata
| Castell-Platja d'Aro 5 febbraio 2023 | Ducs Football | – referto | Barcelona Pagesos | Camp Municipal d'esports Aro C.E. |

| Reus 5 febbraio 2023 | Reus Imperials | – referto | Barcelona Búfals | Campo de Fútbol Municipal Reddis |

| Terrassa 5 febbraio 2023 | Terrassa Reds | – referto | Vilafranca Eagles | Camp de futbol de Can Boada |

| Lliçà de Vall 5 febbraio 2023 | Lliçà de Vall Panthers | – referto | Riudoms Rebels | Camp de Futbol Municipal de Lliçà de Vall |

| Barcellona 5 febbraio 2023 | Barcelona Uroloki | - – - referto | Santa Coloma de Cervelló Legends | Campo de fútbol Municipal Can Aranyó - Agapito Fernández |

#### 6ª giornata
| Riudoms 19 febbraio 2023 | Riudoms Rebels | – referto | Argentona Bocs | Camp de Futbol Municipal Riudoms |

| Santa Coloma de Cervelló 19 febbraio 2023 | Santa Coloma de Cervelló Legends | - – - referto | Reus Imperials | Campo de futbol Eusebi Güell |

| Vilafranca del Penedès 19 febbraio 2023 | Vilafranca Eagles | – referto | Barcelona Uroloki | Estadi Vilafranca Eagles |

| Lliçà de Vall 19 febbraio 2023 | Lliçà de Vall Panthers | – referto | Ducs Football | Camp de Futbol Municipal de Lliçà de Vall |

| Barcellona 19 febbraio 2023 | Barcelona Búfals | – referto | Barcelona Pagesos | Camp Barceloneta |

#### 7ª giornata
| Castell-Platja d'Aro 5 marzo 2023 | Ducs Football | – referto | Terrassa Reds | Camp Municipal d'esports Aro C.E. |

| Reus 5 marzo 2023 | Reus Imperials | – referto | Riudoms Rebels | Campo de Fútbol Municipal Reddis |

| Barcellona 5 marzo 2023 | Barcelona Búfals | – referto | Vilafranca Eagles | Camp Barceloneta |

| Argentona 5 marzo 2023 | Argentona Bocs | – referto | Lliçà de Vall Panthers | Camp dels Argentona Bocs |

| Barcellona 5 marzo 2023 | Barcelona Pagesos | – referto | Barcelona Uroloki | Campos municipales de fútbol y rugby Vall d'Hebron-Teixonera |

#### 8ª giornata
| Terrassa 19 marzo 2023 | Terrassa Reds | - – - referto | Santa Coloma de Cervelló Legends | Camp de futbol de Can Boada |

| Vilafranca del Penedès 19 marzo 2023 | Vilafranca Eagles | – referto | Reus Imperials | Estadi Vilafranca Eagles |

| Barcellona 19 marzo 2023 | Barcelona Uroloki | – referto | Barcelona Búfals | Campo de fútbol Municipal Can Aranyó - Agapito Fernández |

| Barcellona 19 marzo 2023 | Barcelona Pagesos | – referto | Argentona Bocs | Campos municipales de fútbol y rugby Vall d'Hebron-Teixonera |

#### 9ª giornata
| Reus 2 aprile 2023 | Reus Imperials | – referto | Terrassa Reds | Campo de Fútbol Municipal Reddis |

| Riudoms 2 aprile 2023 | Riudoms Rebels | – referto | Barcelona Uroloki | Camp de Futbol Municipal Riudoms |

| Argentona 2 aprile 2023 | Argentona Bocs | – referto | Ducs Football | Camp dels Argentona Bocs |

| Lliçà de Vall 2 aprile 2023 | Lliçà de Vall Panthers | – referto | Barcelona Pagesos | Camp de Futbol Municipal de Lliçà de Vall |

| Santa Coloma de Cervelló 2 aprile 2023 | Santa Coloma de Cervelló Legends | - – - referto | Barcelona Búfals | Campo de futbol Eusebi Güell |

#### 10ª giornata
| Castell-Platja d'Aro 16 aprile 2023 | Ducs Football | – | Reus Imperials | Camp Municipal d'esports Aro C.E. |

| Santa Coloma de Cervelló 16 aprile 2023 | Santa Coloma de Cervelló Legends | - – - referto | Vilafranca Eagles | Campo de futbol Eusebi Güell |

| Barcellona 16 aprile 2023 | Barcelona Pagesos | – referto | Riudoms Rebels | Campos municipales de fútbol y rugby Vall d'Hebron-Teixonera |

| Terrassa 16 aprile 2023 | Terrassa Reds | – referto | Argentona Bocs | Camp de futbol de Can Boada |

| Barcellona 16 aprile 2023 | Barcelona Búfals | – referto | Lliçà de Vall Panthers | Camp Barceloneta |

#### Incontri riviati
| Argentona 4 dicembre 2022, ore 17:00 | Argentona Bocs | – referto | Vilafranca Eagles | Camp dels Argentona Bocs |

### Classifica
La classifica della regular season è la seguente:
- PCT = percentuale di vittorie, G = partite giocate, V = partite vinte,  P = partite perse, PF = punti fatti, PS = punti subiti

| Pos. | Squadra                          | PCT   | G | V | N | P | PF | PS |
| ---- | -------------------------------- | ----- | - | - | - | - | -- | -- |
| 1    | Barcelona Pagesos                | 1.000 | 1 | 1 | 0 | 0 | 48 | 0  |
| 2    | Argentona Bocs                   | 1.000 | 1 | 1 | 0 | 0 | 25 | 0  |
| 3    | Ducs Football                    | 1.000 | 1 | 1 | 0 | 0 | 6  | 0  |
| 4    | Terrassa Reds                    | 1.000 | 1 | 1 | 0 | 0 | 41 | 6  |
| 5    | Riudoms Rebels                   | .500  | 2 | 1 | 0 | 1 | 27 | 21 |
| 6    | Vilafranca Eagles                | .500  | 2 | 1 | 0 | 1 | 13 | 55 |
| 7    | Lliçà de Vall Panthers           | .000  | 1 | 0 | 0 | 1 | 7  | 13 |
| 8    | Reus Imperials                   | .000  | 1 | 0 | 0 | 1 | 0  | 25 |
| 9    | Barcelona Búfals                 | .000  | 1 | 0 | 0 | 1 | 15 | 27 |
| 10   | Barcelona Uroloki                | .000  | 1 | 0 | 0 | 1 | 6  | 41 |
| -    | Santa Coloma de Cervelló Legends | -     | - | - | - | - | -  | -  |

## Playoff

### Tabellone
|  | Semifinali | Semifinali | Semifinali |  |  | XXXV Final de la LCFA | XXXV Final de la LCFA | XXXV Final de la LCFA |  |
|  |            |            |            |  |  |                       |                       |                       |  |
|  | 1          | TBD        |            |  |  |                       |                       |                       |  |
|  | 1          | TBD        |            |  |  |                       |                       |                       |  |
|  | 4          | TBD        |            |  |  |                       |                       |                       |  |
|  | 4          | TBD        | TBD        |  |  |                       |                       |                       |  |
|  |            |            |            |  |  |                       |                       |                       |  |
|  |            |            | TBD        |  |  |                       |                       |                       |  |
|  | 2          | TBD        |            |  |  |                       |                       |                       |  |
|  | 2          | TBD        |            |  |  |                       |                       |                       |  |
|  | 3          | TBD        |            |  |  |                       |                       |                       |  |

### Semifinali
| 2023 | TBD | – | TBD |  |

| 2023 | TBD | – | TBD |  |

### XXXV Final de la LCFA
| 2023 | TBD | – | TBD |  |

## Verdetti
- TBD Campioni della LCFA